# Devin Thomas
Devin Robert Thomas (Harrisburg, 17 maggio 1994) è un cestista statunitense.

## Palmarès
- Campionato estone: 1

Kalev/Cramo: 2020-2021
- Coppa di Estonia: 1

Kalev/Cramo: 2020
- Lega Lettone-Estone: 1

Kalev/Cramo: 2020-2021